# Nielegalni (film 1976)
Nielegalni (tyt. oryg. Ilegalët) – albański film fabularny z roku 1976 w reżyserii Saimira Kumbaro.

## Opis fabuły
Akcja rozgrywa się w czasie II wojny światowej, w okresie włoskiej okupacji Albanii. W mieście działa silna organizacja ruchu oporu. Agent włoskiego wywiadu SIM (włos. Servizio Informazioni Militare) podając się za inżyniera Tostiego próbuje przeniknąć w szeregi partyzantów. Czujność komunistów: Besima i Milo udaremnia plany SIM.
Zdjęcia do filmu realizowano w Durrës.

## Obsada
- Astrit Çerma jako Milo
- Rikard Ljarja jako inż. Tosti
- Stavri Shkurti jako Besim
- Leka Sefla jako Xhevat
- Fitim Makashi jako Astrit
- Mimoza Cika jako Aferdita
- Florinda Mancaku jako Ana, żona Tostiego
- Ferdinand Radi jako kapral Boti
- Vangjel Heba jako kwestor
- Arben Imami jako Leka
- Ilir Dashi jako Mitati
- Llambi Kaçani jako Thanas
- Gjon Vata jako wujek Petro
- Lida Hoxha jako Lulja
- Enver Dauti jako ojciec Xhevata
- Veli Rada jako Xhani
- Marta Burda jako matka Aferdity
- Muhamet Shehi